# 李玉兰 (1944年)
李玉兰（1944年9月—），女，土族，青海互助人，中华人民共和国政治人物，曾任青海省计划生育委员会主任，青海省人大常委会副主任，第十届全国人大代表。